# Kotka (Kuusalu)
Kotka – wieś w Estonii, w prowincji Harju, w gminie Kuusalu.